# Punta Open 2025
Il Punta Open 2025 è stato un torneo maschile di tennis professionistico. È stata la 5ª edizione del torneo, facente parte della categoria Challenger 75 nell'ambito dell'ATP Challenger Tour 2025, con un montepremi di 100 000 $. Si è giocato dal 20 al 26 gennaio 2025 sui campi in terra rossa del Cantegrill Country Club di Punta del Este, in Uruguay.

## Partecipanti

### Teste di serie
| Nazionalità | Giocatore               | Ranking* | Testa di serie |
| ----------- | ----------------------- | -------- | -------------- |
| Argentina   | Federico Coria          | 96       | 1              |
| Bolivia     | Hugo Dellien            | 123      | 2              |
| Colombia    | Daniel Elahi Galán      | 128      | 3              |
| Argentina   | Juan Manuel Cerúndolo   | 139      | 4              |
| Argentina   | Marco Trungelliti       | 140      | 5              |
| Argentina   | Román Andrés Burruchaga | 151      | 6              |
| Cile        | Tomás Barrios Vera      | 152      | 7              |
| Spagna      | Albert Ramos Viñolas    | 159      | 8              |

* Ranking al 13 gennaio 2025.

### Altri partecipanti
I seguenti giocatori hanno ricevuto una wild card per il tabellone principale:
- Joaquín Aguilar Cardozo
- Marco Cecchinato
- Franco Roncadelli

I seguenti giocatori sono entrati in tabellone come alternate:
- Álvaro Guillén Meza
- Santiago Fa Rodríguez Taverna

I seguenti giocatori sono passati dalle qualificazioni:
- Juan Bautista Torres
- Renzo Olivo
- Mateus Alves
- Lautaro Midón
- Genaro Alberto Olivieri
- Maxime Chazal

Il seguente giocatore è entrato in tabellone come lucky loser:
- Max Houkes

## Punti e montepremi
| Torneo    | Torneo              | V     | F     | SF    | QF    | 2T    | 1T  | Q | Q2  | Q1  |
| Singolare | Punti               | 75    | 44    | 22    | 12    | 6     | 0   | 4 | 2   | 0   |
| Singolare | Premi in denaro ($) | 9 880 | 5 820 | 3 450 | 2 000 | 1 165 | 720 | – | 360 | 185 |
| Doppio    | Punti               | 75    | 44    | 22    | 12    | –     | 0   | – | –   | –   |
| Doppio    | Premi in denaro ($) | 4 250 | 2 450 | 1 480 | 880   | –     | 500 | – | –   | –   |

## Campioni

### Singolare
Daniel Elahi Galán ha sconfitto in finale  Tomás Barrios Vera con il punteggio di 5–7, 6–4, 6–4.

### Doppio
Gustavo Heide /  João Lucas Reis da Silva hanno sconfitto in finale  Facundo Mena /  Marco Trungelliti con il punteggio di 6–2, 6–3.